# Шепелев, Юрий Фёдорович
Юрий Фёдорович Шепелев (4 октября 1927, Ярославль, СССР — 11 октября 1992, Пятигорск, Россия) — советский российский актёр.

## Биография
Родился в 1927 году в Ярославле.
С 16 лет участник Великой Отечественной войны: в 1943—1944 годах как артист Ансамбля песни и пляски при Ярославской областной филармонии, выступавший в составе фронтовой концертной бригады; в 17 лет в последний призыв 1944 года был призван в армию, служил артистом Ансамбля срочной службы пограничных войск НКВД СССР входившего в состав 1-го Украинского фронта, с которым дошёл до Берлина. Награждён медалями «За доблестный труд в Великой Отечественной войне», «За освобождение Праги», «За взятие Берлина», «За победу над Германией», Орденом Отечественной войны II степени.
После окончания войны с 1945 по 1951 год продолжал срочную службу в Ансамбле песни и пляски ГСВГ.
Демобилизовавшись вернулся в Ярославль, где в 1951—1955 годах был солистом танцевальной группы Волжского ансамбля песни и пляски при Ярославской областной филармонии.
Следующие 10 лет работал в различных музыкальных коллективах СССР на Дальнем Востоке, Урале, Ставрополье: в 1955—1956 годах — солист балета Хабаровского театра музыкальной комедии, в 1956—1958 годах — в строящемся городе Свердловск-44 был артистом его Театра музыки, драмы и комедии, в 1958—1961 годах — в строящемся городе Челябинск-40 был артистом Музыкально-драматическом театре им. Горького, в 1961—1965 годах — солист Пятигорского театра музыкальной комедии.
В 1965 году был приглашён в Ленинград на должность артиста высшей категории Ленинградского государственного театра музыкальной комедии, где служил следующие 20 лет до 1985 года.
В 1985 году вышел на пенсию, уехал в Пятигорск.
Время от времени выступал как ассистент режиссёра. В качестве режиссёра поставил для детей мюзикл «День рождения кота Леопольда».
Почётных творческих званий не имел; представление 1965 года его к званию «заслуженный артист РСФСР» было отозвано по причине перевода из Пятигорска в Ленинград.
Умер в 1992 году, похоронен в Пятигорске.

## Театр
Как актёр выступал в амплуа простаков, резонёров и в характерных комических ролях.
Первые роли начал исполнять в Хабаровске. Ещё во время работы в Челябинске-40 прославился исполнением роли Яшки-артиллериста в оперетте «Свадьба в Малиновке», в дальнейшем отточенной им на сцене в Пятигорске и относимой к лучшим исполнениям этой роли вообще:

Вспоминая лучшие постановки «Свадьба в Малиновке», нельзя не отметить исключительную удачу Пятигорского театра музыкальной комедии, спектакль, отличавшийся и цельностью яркостью отдельных актёрских работ (Л. Стрельникова — Гапуся, Ю. Шепелев — Яшка).— В мире оперетты / Л. Л. Жукова. — М.: Знание, 1976. — 110 с. — стр. 42
Позже, переехав в Ленинград, снялся в эпизодической роли в фильме «Свадьба в Малиновке».
В дальнейшем репертуар Шепелева расширился, появились и первые роли в балете и оперетте, в частности, в балете «Эсмеральда» он сыграл роль Квазимодо, и после успеха этого балета Пятигорского театра музыкальной комедии на гастролях в Москве на сцене Кремлёвского театра был приглашён в Ленинград.
За 20 лет в Ленинградском театре музыкальной комедии исполнил множество ярких ролей: Боцман — в оперетте «Севастопольский вальс», Мишка — в оперетте «Королева чардаша». Заметной была роль Филиппа в оперетте «Баядера». За роль Сычёва в оперетте «Полярная звезда» В. Баснера награждён дипломом лауреата Всероссийского смотра театров.

## Кино
В период жизни в Ленинграде одновременно с работой в театре снимался в фильмах киностудии «Ленфильм»: принял участие в почти 40 фильмах, обычно в небольших, даже не указываемых в титрах ролях, однако, из них выделяются роль в совместном фильме СССР–США «Синяя птица» с Элизабет Тейлор и другими звёздами американского кино, где он появился в одном кадре с Авой Гарденер, и известная эпизодическая роль администратора театра в советско-итальянской комедии «Невероятные приключения итальянцев в России».

### Фильмография
- 1960 — Ребята с Канонерского — эпизод
- 1964 — Верьте мне, люди — милиционер на мотоцикле
- 1966 — 12 стульев — Чарушников
- 1967 — Свадьба в Малиновке — толстый бандит
- 1971 — Холодно — горячо — пассажир поезда
- 1972 — Табачный капитан — гость на ассамблее
- 1973 — Невероятные приключения итальянцев в России — администратор театра
- 1973 — Умные вещи — повар
- 1973 — Я служу на границе — Новак, председатель фабкома
- 1974 — Сержант милиции — начальник трамвайного депо
- 1974 — Царевич Проша — хозяин харчевни
- 1975 — Единственная… — посетитель в приемной Татаринцева
- 1975 — Звезда пленительного счастья — гость Раевских
- 1975 — Одиннадцать надежд — гость
- 1975 — Прошу слова — дядя на свадьбе
- 1975 — Рассказ о простой вещи — коммерсант
- 1976 — Обыкновенная Арктика — строитель
- 1976 — Синяя птица / Blue Bird, The (СССР, США) — Удовольствие Пить
- 1976 — Строговы — толстый рыбак
- 1976 — Труффальдино из Бергамо — толстый разбойник
- 1977 — Нос — трактирщик
- 1977 — Садись рядом, Мишка! — эпизод
- 1977 — Убит при исполнении — эмигрант
- 1977 — Открытая книга — профессор Вишняков
- 1978 — Завьяловские чудики — собеседник Саньки
- 1979 — Необыкновенное лето — преддомхоз
- 1979 — Трое в лодке, не считая собаки — джентдьмен в канотье у шлюза
- 1980 — Взвейтесь, соколы, орлами! — эпизод
- 1981 — 20 декабря — чиновник
- 1981 — Пропавшие среди живых — эпизод
- 1981 — Снег на зелёном поле — эпизод